# Železniční trať Břeclav–Kúty
Železniční trať Břeclav–Kúty (v českém jízdním řádu pro cestující v rámci dálkové dopravy část tratě 002, ve slovenském jízdním řádu pro cestující část tratě 110) je dvoukolejná mezinárodní elektrizovaná celostátní trať, součást prvního tranzitního koridoru. Trať, zprovozněná v roce 1900, spojuje přes hraniční řeku Moravu Česko a Slovensko, respektive Břeclav a Kúty. Po trati jsou v současnosti vedeny dálkové železniční linky Ex3 a Ex4.
Trať je vybavena zabezpečovacím systémem ETCS.

## Historie
Trať byla uvedena do provozu v roce 1900 jako místní dráha. Na moravské straně ji vystavěla a provozovala Severní dráha císaře Ferdinanda (KFNB), jež byla v roce 1906 zestátněna. V Břeclavi byla tato trať napojena na severním zhlaví stanice. Na hraničním mostě přes řeku Moravu na ni navazovala trať Uherských státních drah z Trnavy zprovozněná ve stejném roce.
Po vzniku Československa se trať stala součástí hlavní spojnice mezi Prahou a Bratislavou, přičemž nemohla uspokojit nároky na ni kladené. Trať byla zdvojkolejněna a v roce 1929 bylo přeloženo její zaústění do Břeclavi ze severního na jižní zhlaví tak, aby bylo možné jezdit mezi Brnem a Bratislavou bez úvrati (v opuštěném úseku vede polní cesta). Tehdy byla také vystavěna dnešní budova stanice Lanžhot. Elektrický provoz ve střídavé soustavě byl zahájen v roce 1967. V letech 2005–2007 byla trať rekonstruována jako součást prvního tranzitního koridoru, přitom byl také zvýšen hraniční most s ohledem na uvažované splavnění Moravy.

## Stanice a zastávky

### Jihomoravský kraj

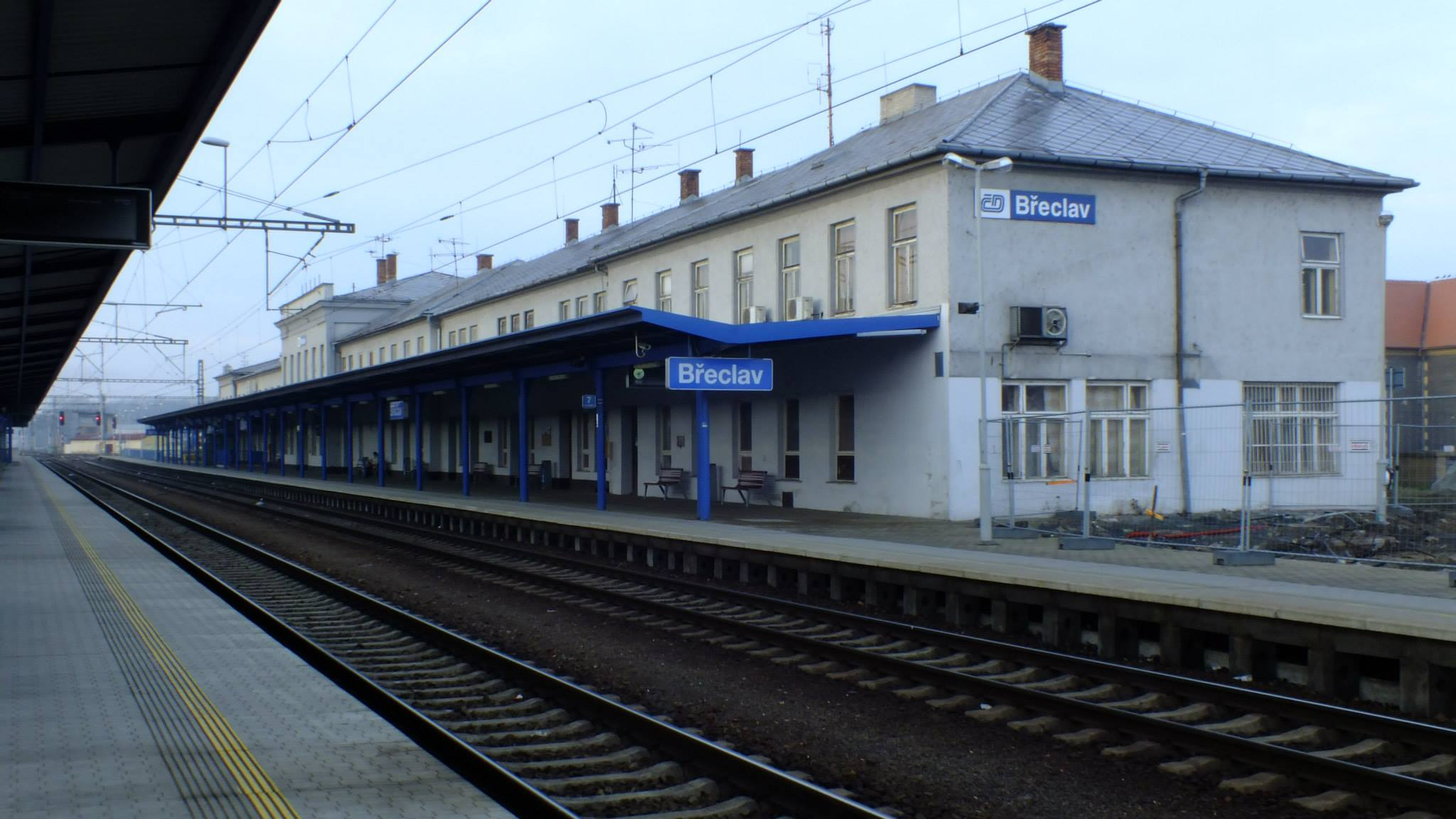
Břeclav
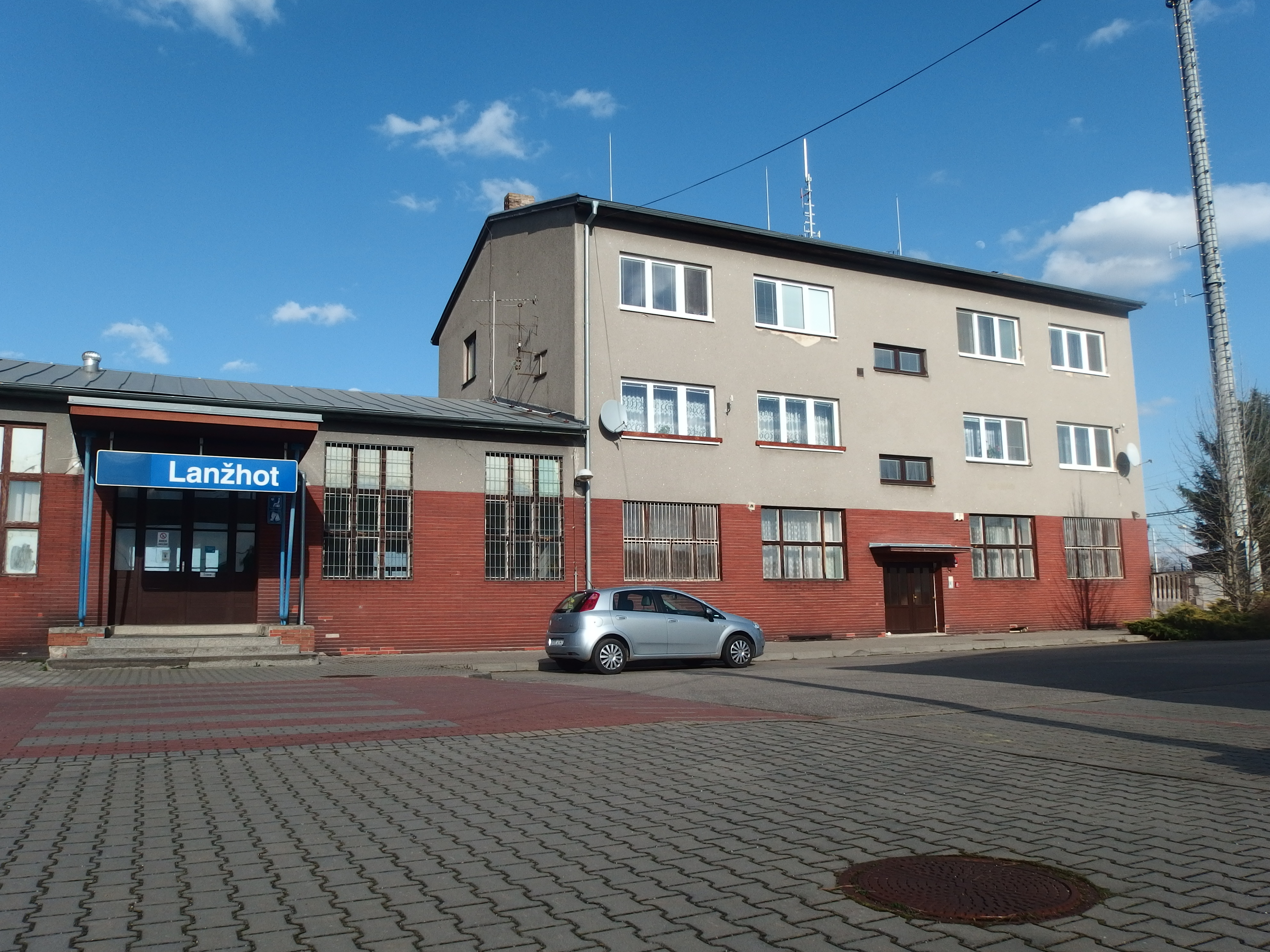
Lanžhot

### Slovensko

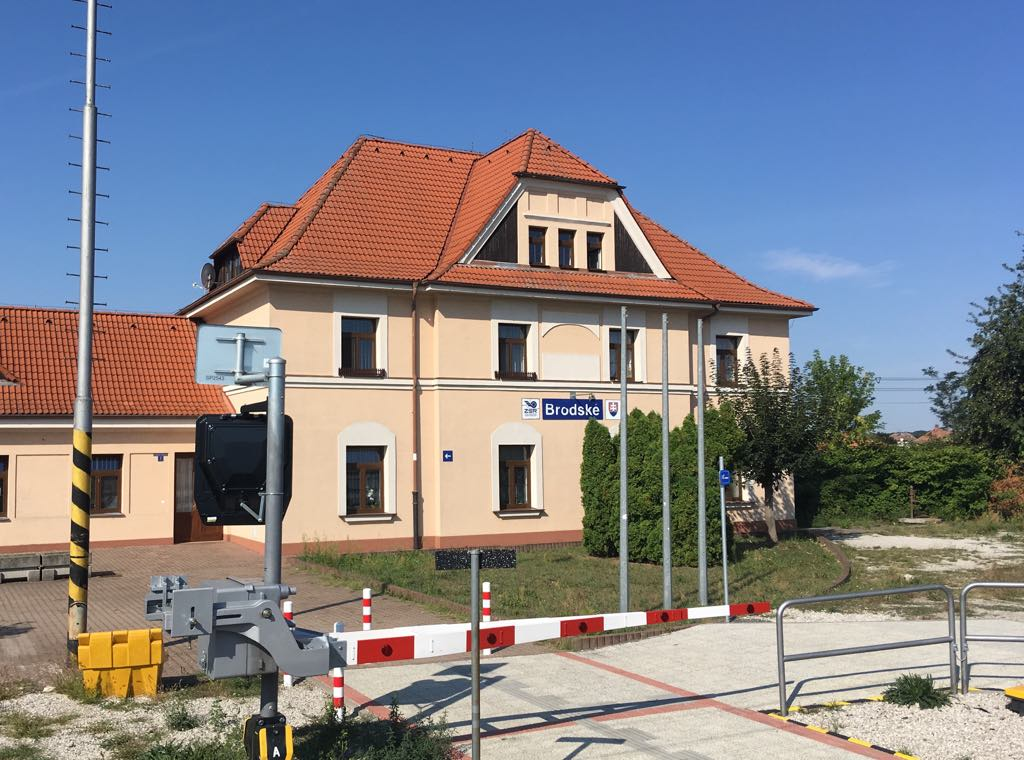
Brodské
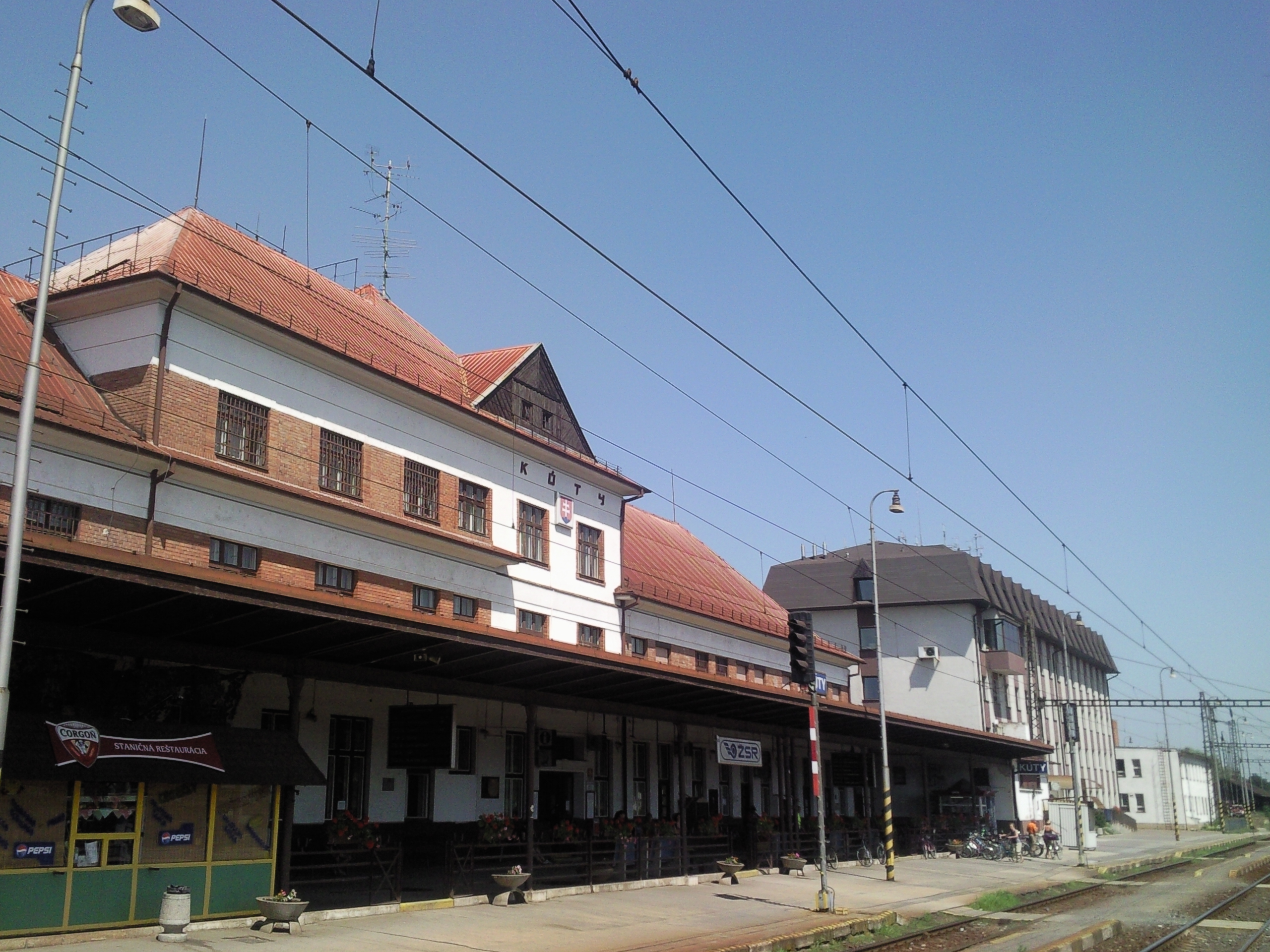
Kúty